# T'landa tilok
A t'landa tilok a Csillagok háborúja elképzelt univerzumának egyik faja. A t'landa til, mint faj szintén a Varl bolygóról való, ahonnan a huttok is származnak, ezért azok távoli rokonainak számítanak.

## Történetük
A t'landa tilok értelmes lények ugyan, de sosem voltak olyan kifinomult érzékek birtokában, hogy a huttokhoz hasonló szervezkedésekbe kezdjenek, és bűnszervezeteket tartsanak fenn. Miután a Varl az egyik napjának megsemmisülése miatt szintén elpusztult, a huttokkal együtt a t'landa tilok is új bolygóra települtek Y. e. 15 000-ben, ez volt az evociiktól elhódított Evocar, ami ezután Nal Hutta néven vált ismertté, mint a hutt űr központja, a holdjával, Nar Shaddával együtt. Mindkét égitesten számos hutt település létesült, ezeken a bolygókon települtek le a t'landa tilok is. Sok t'landa til a huttok megbízásából tevékenykedett, például igyekeztek szolgákat szerezni a huttoknak és szervezeteiknek, mivel a t'landa tilok hímjei képesek olyan hangot kiadni, amivel egyfajta hipnózist tudnak generálni más fajokban. Han Solo fiatalabb korában pilótaként az Ylesián találkozott a  t'landa tilok ilyesfajta képességével, ahol több t'landa til egy Teroenza nevű t'landa til „főpap” vezetésével tartott kontroll alatt így fűszermunkásokat a bolygón, akik vallási révületükben valójában Aruk Besadii Aora hutt szervezetének finomítottak fűszert. Solo többedmagával megszökött a bolygóról Teroenza saját hajóját, a Talizmánt ellopva. Később a Lázadók az Ylesiát is felszabadították, Teroenzát pedig Boba Fett lőtte agyon.

## Leírásuk
A t'landa tilok nagytestű, szürkésbarna, orrszarvúszerű robusztus lények, ráncos, redős bőrrel, négy elefántokéhoz hasonló oszlopszerű lábon járnak, de két, testükhöz képest aránytalanul vézna karjuk is van, amik négy ujjú kezekben végződnek, ezek a rövid, zömök nyakuknál kapcsolódnak a testükhöz, emiatt a karjaikat sokszor nem is látni. Átlagmagasságuk 2-2,5 méter, fejük szintén nagy, kicsit békaszerű, széles szájukban gumós fogak ülnek, pupilla nélküli szemeik a fejükhöz képest kisebbek, mélyebben ülnek, szemben a huttok nagy, színes szemeivel, homlokuk közepéből egy nagy szarv mered előre, a testük végén pedig vékony, ostorszerű farok található. Két szívük és három gyomruk van. A hímek a párosodáshoz használták eredetileg a jellegzetes rezgést, amivel a nőstényeket bájolták el, de ezzel képesek más fajokat is egyfajta függésben tartani, mint Ylesián is. 

## Megjelenés
A t'landa tilok eddig csak regényekben jelentek meg:
- The Paradise Snare
- The Hutt Gambit
- Rebel Dawn
- The New Jedi Order: Ylesia

## Fordítás
- Ez a szócikk részben vagy egészben a T'landa til című Wookieepedia-szócikk fordítása. Az eredeti cikk szerkesztőit annak laptörténete sorolja fel.